# Етногеографія
Етногеографія, або етнічна географія (дав.-гр. ἔθνος + γεωγραφία) — одна з географічних наук, яка розвивається на стику з історичними науками, соціологією, психологією, політологією, статистикою населення, демографією. Етногеографія вивчає географічне розміщення етнічних спільнот і всіх складових їхньої культурно-історичної, соціально-економічної, політичної, біологічної своєрідності й подібності — окремих компонентів етнічності та їх поєднань; географічне розміщення та територіальну організацію людства як сукупності представників різних етнічних спільнот. Етногеографічні дослідження спрямовані на всі таксономічні рівні етнічних спільнот Землі протягом усієї історії людства — від найдавніших часів до сучасності, джерелами для етногеографічних досліджень слугують статистичні дані, результати опитувань, стаціонарні та експедиційні спостереження, історичні документи, археологічні дані тощо.

## Предмет науки
Етногеографія з'ясовує таке:
1. межі етнічної території та її географічне розташування, чисельність етнічної спільноти, щільність заселеності етнічної території, форми розселення, типи поселень, територіальні системи поселень, форми урбанізації та рівень урбанізованості етносів;
2. поширення окремих етнічних рис (компонентів етнічності) — спільних для всієї спільноти, або для певної її частини цінностей, вірувань, норм, традицій, смаків, самосвідомості, історичної пам'яті), мови, традиційно-побутових елементів матеріальної культури, способів ведення господарства, форм соціальної та політичної організації етнічних спільнот;
3. етно-територіальну структуру населення світу та етнічну структуру окремих його частин — материків, країн, міст тощо;
4. значення географічного середовища в утворенні та розвитку етнічних спільнот, у наявності окремих етнічних рис;
5. групування етнічних спільнот за географічними ознаками;
6. наявність регіональних відмінностей в межах етнічної території, її районування на підставі нерівномірного розміщення населення та його локальних етнічних відмінностей;
7. географічну зумовленість і територіальні відмінності протікання процесів, що призводять до зміни стану етнічності — етнічних процесів (у тому числі модифікації традиційних форм культури та побуту, їх стандартизації та уніфікації), біологічного відтворення етнічної спільноти, міграційних та інших процесів.

У сучасній етногеографії існують різні підходи до виділення етнічних територій, до картографування окремих елементів матеріальної і духовної культури, до класифікації етнічних спільнот тощо.

## Поява назви
Термін «етногеографія» вперше використав В. Г. Богораз-Тан у 1920-х р., хоч зародки етногеографічних знань знаходимо вже у працях багатьох стародавніх авторів. Найдавніші географічні мапи містили етногеографічну інформацію. Етнічну ситуацію на території України зображували у текстах і мапах давні греки, араби, євреї.
Своєрідність культури, побуту, суспільного ладу, особливості психіки етнічних спільнот раніше пояснювали безпосереднім впливом природного середовища, в якому ці спільноти жили. У XIX ст. виразно оформилися теорії географічного детермінізму.

## Перші дослідження в Україні
Перші науково обґрунтовані етногеографічні мапи території України з'явилися в середині XIX ст. — Шафарика П. Й. (1843 р.), Кеппена П. І. (1851 р.), Черніга К. Ф. (1855 р.). Відтоді укладено й опубліковано не один десяток етногеографічних описів, мап, спеціальних досліджень, присвячених всій етнічній території українців чи окремим її частинам. Великий внесок у становлення української етнічної географії зробив С.Рудницький, у її розвиток — В.Кубійович. В умовах хрущовсько-брежнєвського СРСР етногеографічні дослідження провадив В.Наулко.
Актуальність етногеографічних досліджень зростала під час активного виборювання українцями незалежності своєї держави. Українські політичні лідери, починаючи від Б. Хмельницького, прагнули щоб українська держава охопила всю українську етнічну територію. Етногеографічна мапа України була одним з перших масових видань періоду УНР.

## Україна і етногеографія
Як і в більшості європейських країн, в Україні провадиться історико-етнографічне картографування, досліджується етнічна будова країни в її історичному розвитку, що допомагає виробленню оптимальної політики держави в етнічній сфері, зростанню етнічної самосвідомості серед широких верств населення. Етногеографічна інформація міститься у навчальному курсі «Географія України» обов'язковому для вивчення у середніх загальноосвітніх школах України (у підручниках і атласах).